# Jean Psichari
Jean Psichari, pseudonimo di Yánnis Psycháris (Odessa, 3 maggio 1854 – Parigi, 29 settembre 1929), è stato un filologo e scrittore francese di origine greca.

## Biografia
La sua famiglia era originaria di Chios. Nacque a Odessa, in Russia, ma dopo un breve soggiorno a Costantinopoli durante la sua infanzia, si stabilì definitivamente in Francia all'età di quattordici anni.
Fu uno dei migliori studenti del liceo Thiers di Marsiglia prima di proseguire gli studi presso la Scuola di Lingue Orientali.
Nel 1882 sposò la figlia di Ernest Renan, Noémi (1862-1943), dalla quale ebbe numerosi figli.
Insegnò lingua e letteratura neogreca a Parigi, promotore della 'lingua viva', diede alle stampe vari testi filologici, raccolti nel volumi Ėtudes de philologie néogreque (1892) e in Quelques travaux de linguistique de philologie et de littérature, 1884-1928 (1930).
Ma la sua carriera letteraria incluse anche opere di vario genere, ad esempio i romanzi sia in lingua greca, come Il sogno di Ghianniris, I due fratelli e Vita e amore nel deserto, sia in lingua francese, come Soeur Anselmine; inoltre scrisse novelle, saggi come All'ombra del platano, Rosa e mele (1902-1913).
Molto importante, nell'ambito della sua produzione letteraria, risultò Il mio viaggio (1888), che rappresenta un complesso percorso poetico, che fu paragonato ai Poemetti in prosa di Charles Baudelaire. Con questo libro l'autore cerca di superare la questione della diglossia, sostenendo la voce viva del popolo e attaccando i conservatori e gli accademici.
Questo fu il pregio ma anche il difetto della teoria di Psichari, in quanto la dinamica storica linguistica viene ridotta a una legge naturalistica d'evoluzione e ad uno schematismo che un linguaggio irregolare ed eterogeneo non può permettersi.
La sua teoria suscitò molti dibattiti ai quali parteciparono importanti letterati e intellettuali greci, tra cui Kostis Palamas, ed alla fine ebbe la meglio la sua 'lingua viva', diventando la forma espressiva 'neogreca'.
Ammiratore di Dante Alighieri, Psichari scrisse anche un'opera in lingua italiana, intitolata Fioretti per Francesca (1925).

## Opere
- Il mio viaggio (1888);
- Ėtudes de philologie néogreque (1892);
- Quelques travaux de linguistique de philologie et de littérature, 1884-1928 (1930)
- Il sogno di Ghianniris;
- I due fratelli;
- Vita e amore nel deserto;
- Soeur Anselmine;
- All'ombra del platano;
- Rosa e mele (1902-1913).